# Macul
Macul é uma das 32 comunas que compõem a cidade de Santiago, capital do Chile.
A comuna limita-se: a norte com Ñuñoa; a leste com Peñalolén; a sul com La Florida; a oeste com San Joaquín.